# Federico Krutwig
Federico Krutwig Sagredo, né le 15 mai 1921 à Getxo et mort le 15 novembre 1998 à Bilbao, est un homme politique, écrivain et académicien basque de langue basque et espagnole.

## Biographie
Fils d'une famille bourgeoise d'origine allemande et d'une mère biscaïenne. Federico Krutwig apprend la langue basque de manière autodidacte. En 1941, il fait la connaissance de Resurrección María de Azkue avec qui il va collaborer jusqu'à sa mort. Il joint l'Académie de la langue basque en 1943, où il s'engage pour une standardisation du basque autour du dialecte labourdin et des premiers livres imprimés en basque, et ce, avec une orthographe étymologique. Cependant, l'Académie préféra finalement le dialecte guipuscoan comme base du basque unifié. La proposition de standardisation de la langue basque de Krutwig ne sera pas appliqué au-delà des membres de la société de Jakintza Baitha (de la « Chambre des connaissances »), hellénophile.
Avec Félix Likiniano, Federico Krutwig essaye de créer un foyer de résistance au régime de Franco après la guerre civile espagnole. La pensée des deux auteurs, basée sur le nationalisme et l'anarchisme basques, donne naissance à un courant politique mineur connu sous le nom d'Anarkoabertzalismoa (Anarcho-patriotisme), qui va par la suite fusionner dans le mélange de marxisme et d'anarchisme connu sous le nom d'Autonomisme.
En mai 1952, dans un discours véhément à l'occasion de l'entrée de Luis Villasante à l'Académie basque, Federico Krutwig critique la position de l'église catholique par rapport à la langue basque. Dans ce discours, tout à fait inhabituel pour l'époque, Krutwig dénonce l'hypocrisie d'une église qui parraine la langue vernaculaire dans certains endroits et marginalise les autres, comme l'euskara au Pays basque.
Quelques jours plus tard, accusé d'avoir tenté de faire revivre l'« ancien esprit séparatiste », Federico Krutwig est contraint de passer la frontière et s'exile en France. À Saint-Jean-de-Luz, il contacte des membres du mouvement Jagi-Jagi. 
En 1963, il édite le livre Vasconia, où il remet en cause une partie du nationalisme basque traditionnel de Sabino Arana et propose un nouveau nationalisme basque. Il collabore avec des ex-militants d'EGI et théorise au sujet de l'utilisation de la violence pour des buts politiques. Le livre écrit sous le pseudonyme de Fernando Sarrailh de Ihartza occupera une place centrale dans les débuts de l'histoire de l'ETA. En effet, la première stratégie politico-militaire de l'ETA, en termes strictement théoriques, commencera à se développer avec l'adoption du concept de « guerre révolutionnaire » mis en avant dans l'ouvrage, Krutwig faisant explicitement référence aux processus de résistance nationale et de décolonisation en Algérie, en Tunisie, à Chypre, ainsi qu'à la révolution cubaine. 
En 1964, il est expulsé de France et se déplace à Bruxelles (Belgique). Il commence à établir des contacts avec des membres de l'ETA, élabore quelques memorandums, et met ETA en contact avec l'industrie tchèque d'armement.
En 1975, il abandonne ETA et retourne à Zarautz, pour se consacrer exclusivement à la production littéraire.